# Kelvin Cato
Kelvin T. Cato (Atlanta, 26 agosto 1974) è un ex cestista statunitense, professionista nella NBA.

## Carriera
È stato selezionato dai Dallas Mavericks al primo giro del Draft NBA 1997 (15ª scelta assoluta) per poi essere immediatamente girato ai Portland Trail Blazers. A Portland è rimasto per due stagioni, nelle quali ha fatto registrare rispettivamente 3,8 e 3,5 punti di media.
Nell'ottobre 1999 è stato girato, insieme ad altri cinque giocatori, agli Houston Rockets nello stesso scambio che ha portato Scottie Pippen ai Blazers. Con i Rockets ha firmato un contratto da 6 anni per 42 milioni di dollari, accordo che successivamente è stato descritto come uno dei peggiori nella storia della franchigia in rapporto alle prestazioni sul campo. Nelle 317 partite disputate nell'arco delle cinque stagioni con la canotta dei Rockets, Cato ha viaggiato a 6,2 punti e 6,2 rimbalzi in 22,4 minuti di media.
Nel giugno 2004 è stato incluso nello scambio che ha portato in Texas Tracy McGrady, Juwan Howard, Tyronn Lue e Reece Gaines in cambio di Steve Francis, Cuttino Mobley e lo stesso Cato, approdati in Florida. Dopo una prima annata da 7,0 punti e 6,7 in 24,6 minuti di media, il suo impiego è sceso notevolmente l'anno successivo (3,8 punti e 2,7 rimbalzi in 13,0 minuti) nel quale Cato è stato reduce da un'operazione alla spalla avvenuta prima dell'inizio della stagione, con Tony Battie ad assumere stabilmente il ruolo di centro titolare.
Il 15 febbraio 2006 è stato ceduto ai Detroit Pistons (insieme a una scelta al primo giro del draft NBA 2007) in cambio di Carlos Arroyo e Darko Miličić. Con i Pistons tuttavia ha giocato solo 4 partite, nelle quali ha messo a referto cifre ancora più trascurabili (2,5 punti e 1,8 rimbalzi in 8,5 minuti di media).
La sua ultima parentesi in NBA è stata quella ai New York Knicks, con cui ha giocato 18 gare nella stagione 2006-2007 e totalizzato medie pari a 1,2 punti e 1,7 rimbalzi in 5,3 minuti.